# Nanhermannia acutisetosa
Nanhermannia acutisetosa är en kvalsterart som beskrevs av Hammer 1966. Nanhermannia acutisetosa ingår i släktet Nanhermannia och familjen Nanhermanniidae. Inga underarter finns listade i Catalogue of Life.